# Glenea submajor
Glenea submajor là một loài bọ cánh cứng trong họ Cerambycidae.